# 椒州
椒州，渤海国设置的州。
治所在椒山县（今朝鲜民主主义人民共和国平安南道东北部孟山郡东山城里），属南京南海府，领椒山、貂岭、澌泉、尖山、岩渊五县。辽废。